# Richard Rost
Richard Ernst Rost (* 4. Februar 1940 in Görlitz; † 26. Dezember 1998) war ein deutscher Sportmediziner und Hochschullehrer.

## Leben
Rost ging in Würzburg zur Schule und bestand 1958 das Abitur. Sein Medizinstudium an der Julius-Maximilians-Universität Würzburg sowie der Freien Universität Berlin schloss er 1964 ab. 1965 legte Rost in Würzburg seine Doktorarbeit (Titel: „Formprobleme densitometrischer Kurven“) vor und war in der Folge bei Ernst Wollheim als wissenschaftlicher Assistent an der Medizinischen Universitätsklinik Würzburg tätig. Ab 1973 war Rost am Institut für Kreislaufforschung und Sportmedizin der Deutschen Sporthochschule Köln im Bereich Kardiologie tätig. Er war entscheidend an der Entwicklung des „Kölner Modells“ beteiligt, das unter anderem die Einbeziehung körperlicher Bewegung und Sport in die Rehabilitation herzkranker Menschen vorsah und später vom Kultusministerium des Landes Nordrhein-Westfalen empfohlen wurde.
1977 schloss Rost seine Habilitation ab, 1978 trat er eine Professorenstelle an der Technischen Universität Dortmund an, blieb aber zusätzlich in der Sportmedizin der Sporthochschule tätig. 1979 kehrte er nach Köln zurück und ging 1981 abermals an die TU Dortmund, wo mittlerweile ein Lehrstuhl für Sportmedizin eingerichtet worden war. Ab 1990 war Rost wieder an der Sporthochschule in Köln tätig und trat als Nachfolger Wildor Hollmanns die Stelle als Leiter des Instituts für Kreislaufforschung und Sportmedizin an. Er arbeitete unter anderem an der Weiterentwicklung des „Kölner Modells“.
In die Arbeit des Deutschen Sportärztebundes brachte sich Rost jahrelang als Vorsitzender der Abteilung für Rehabilitation und Behindertensport ein. Er war zudem Mitglied im Vorstand der Deutschen Gesellschaft für Prävention und saß als Vertreter der Sportmedizin im Wissenschaftlichen Beirat der Bundesärztekammer. Rost war Ehrenmitglied der chilenischen sowie der kolumbianischen Gesellschaft für Sportmedizin.
In seiner wissenschaftlichen Arbeit befasste sich Rost unter anderem mit dem Einfluss von Belastung körperlicher Belastung auf das Herz, dem Sportlerherzen, Sportverletzungen,
Er gab das „Lehrbuch der Sportmedizin“ heraus, welches auch nach seinem Tod in weiteren Auflagen veröffentlicht wurde. 1987 kam sein Werk „Kardiologie im Sport“ heraus, mit „Sport- und Bewegungstherapie bei inneren Krankheiten“ veröffentlichte er ein weiteres Lehrbuch, welches sich an Sportlehrer, Übungsleiter, Krankengymnasten und Sportärzte richtete. 1994 kam sein Buch „Sport und Gesundheit“ heraus, bereits 1984 veröffentlichte er „Herz und Sport. Eine Standortbestimmung der modernen Sportkardiologie“.
Rost starb an Krebs.